# إدوارد فيندلي
إدوارد فيندلي (بالإنجليزية: Edward Findley) هو سياسي أسترالي، ولد في 8 سبتمبر 1864 في بنديجو في أستراليا، وتوفي في 26 أكتوبر 1947 في أستراليا. حزبياً، نشط في حزب العمال الأسترالي. وقد انتخب عضو مجلس الشيوخ الأسترالي ‏ عن دائرة فيكتوريا (1 يوليو 1923 – 30 يونيو 1929) وانتخب عضو مجلس الشيوخ الأسترالي ‏ عن دائرة فيكتوريا (1904 – 30 يونيو 1917).